# Tamarix parviflora
Espèce
Classification phylogénétique
Synonymes
- Tamarix cretica Bunge, 1852[1]
- Tamarix lucronensis Sennen & Elías, 1928[1]
- Tamarix pentandra Hampe[2]
- Tamarix petteri C.Presl[2]
- Tamarix rubella Batt., 1907[1]
- Tamarix tetrandra hort. non Pall. ex M.Bieb., 1808[1]

Tamarix parviflora, le Tamaris à petites fleurs, est une espèce de plante de la famille des Tamaricaceae et du genre Tamarix.

## Description
Le tamaris à petites fleurs est un arbuste ou un arbre qui atteint une hauteur de 2 à 6 mètres. L'écorce est brune à violette.
Les très petites feuilles sont alternes. Elles peuvent en forme d'écailles en prolongement de la tige ou pointues et mesurent jusqu'à environ 2 millimètres de long et sont membraneuses sur le bord.
Les petites fleurs hermaphrodites et à tige courte ont un double périanthe. Elles poussent ensemble en grappes courtes, terminales, denses, à fleurs multiples et minces, atteignant 4 centimètres de long. Chaque fleur possède une bractée triangulaire, en forme de bateau et presque entièrement membraneuse. Les sépales sont dentés et fusionnés en forme de coupe courte. Les pétales roses et étalés ne sont pas carénés et mesurent environ 2 mm de long. Les quatre étamines du disque lobé sont légèrement saillantes. L'ovaire en forme de bouteille se situe au sommet avec généralement trois styles courts.
La période de floraison s'étend d'avril à juin. De petits fruits en capsule trilobés, étroitement ovoïdes, jusqu'à 4 mm de long, à graines multiples, loculicides et glabres avec un périanthe persistant se forment. Les très petites graines blanchâtres portent une touffe de poils.

## Répartition
Le tamaris à petites fleurs est présent en Méditerranée orientale. Son aire de répartition comprend la Slovénie, la Croatie, l'Albanie, la Macédoine, la Grèce, la Turquie et Israël.
L'espèce pousse sur les berges des rivières et dans les marécages jusqu'à 300 m d'altitude.

## Parasitologie
La fleur a pour parasite Hypophyes pallidulus. La feuille a pour parasites Tuponia montandoni, Tuponia elegans, Tuponia hippophaes, Tuponia mixticolor (de), Diorhabda elongata, Coniatus repandus. Le bourgeon de la feuille a pour parasite Aceria tamaricis. La tige a pour parasites Psectrosema acuticorne (sv), Psectrosema album (sv), Diaspidiotus perniciosus, Chionaspis etrusca, Psectrosema nigrum (sv).